# Gammaropsis pseudostroumowi
Gammaropsis pseudostroumowi is een vlokreeftensoort uit de familie van de Photidae. De wetenschappelijke naam van de soort is voor het eerst geldig gepubliceerd in 1977 door Ledoyer.